# Artea
Artea är en kommun i Spanien. Den ligger i Biscayaprovinsen i den autonoma regionen Baskien i norra delen av landet, 300 km norr om huvudstaden Madrid. Antalet invånare är 748 (2024). Arean är 12,35 kvadratkilometer. Artea gränsar till Zeberio, Arantzazu, Dima, Zeanuri och Orozko. 